# Gopakumar R
Gopakumar R (Ochira, Kerala, India, 17 maggio 1972) è un artista indiano contemporaneo e collezionista di della Digital art.

## Biografia

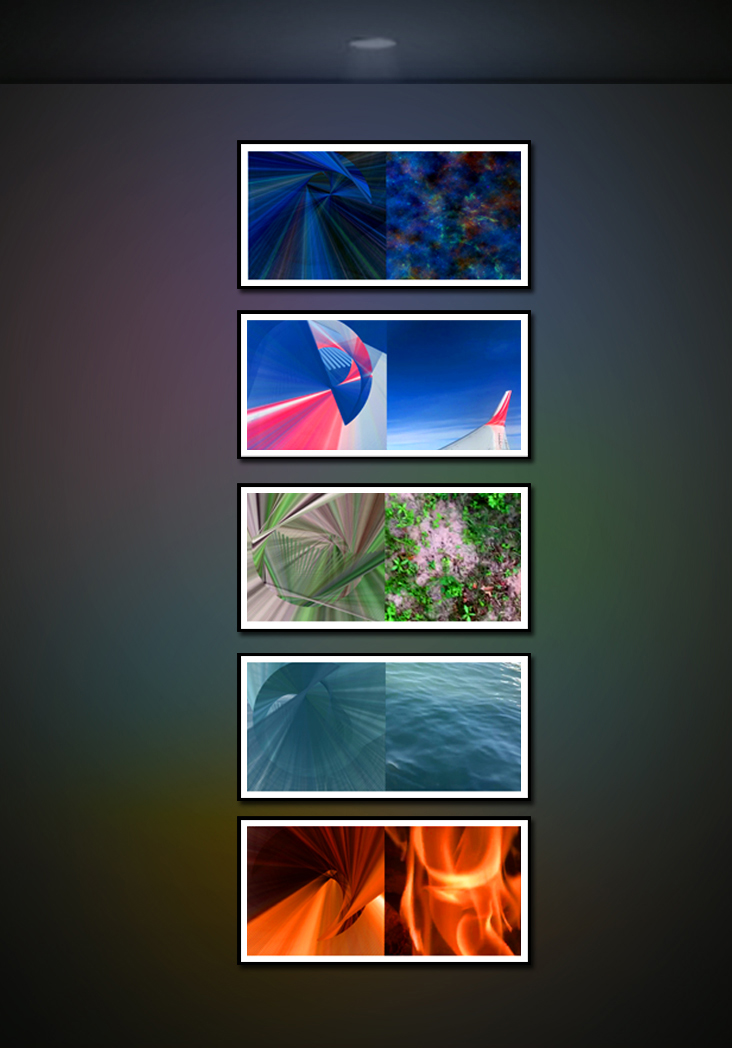
Ephemeral Void - Elements (Earth, Water, Fire, Air and Space) - 2019, Exhibited: CADAF, Crypto and Digital Art Fair, Paris, France

Nasce a Changankulangara, Ochira, Kollam, Kerala, India nel 1972. Dopo la scuola primaria, dove rivela una predisposizione per il disegno, inizia lo studio di discipline artistiche sotto la guida di due valenti Maestri: Madhavan e Surasu.
Si diploma al Raja Ravi Varma College of Fine Arts di Mavelikkara e successivamente si iscrive al corso in Storia dell'Arte al London Art College, Milnthorpe, Regno Unito.
Nel 2012 ha preso parte al corso di Arte contemporanea organizzato dal Museum of Modern Art (MoMA), New York, USA.
Si esprime soprattutto attraverso l'arte digitale con cui crea opere ispirate ai rituali Hindu, al folklore indiano, come pure ai problemi della società contemporanea.

È il rappresentante per l'India e il Bahrain del Movimento artistico letterario Immagine & Poesia fondato da Aeronwy Thomas a Torino nel 2007. .
Nel 2014 è stato selezionato tra i finalisti della Galleria Saatchi di Londra per la categoria Motion photography e di Google+ per The Motion Photography Prize. I membri della giuria sono stati: il regista Baz Luhrmann, gli artisti Shezad Dawood, Tracey Emin, Cindy Sherman e Galleria Saatchi CEO Nigel Hurst.
Le sue opere sono state esposte in importanti mostre in Italia, Svezia, Francia, USA, Regno Unito, Bulgaria, Corea del Sud, Ucraina, Bahrein, Spagna e India.
L’Università di Bangalore ha incluso la pratica artistica digitale e la biografia di Gopakumar R nel programma di studi per la laurea triennale Bachelor of Visual Arts, in particolare nel corso accademico: Arte e tecnologia dei nuovi media.
.
Dall 2022 è l'artista, che è uno dei fondatori del Techspressionism nell'area indiana, è stato inserito nell'indice degli artisti aderenti a questo movimento.. Il Techspressionism è stato introdotto come un nuovo termine storico-artistico per descrivere gli artisti che utilizzano la tecnologia digitale per trasmettere contenuti soggettivi ed emotivi.

## Mostre

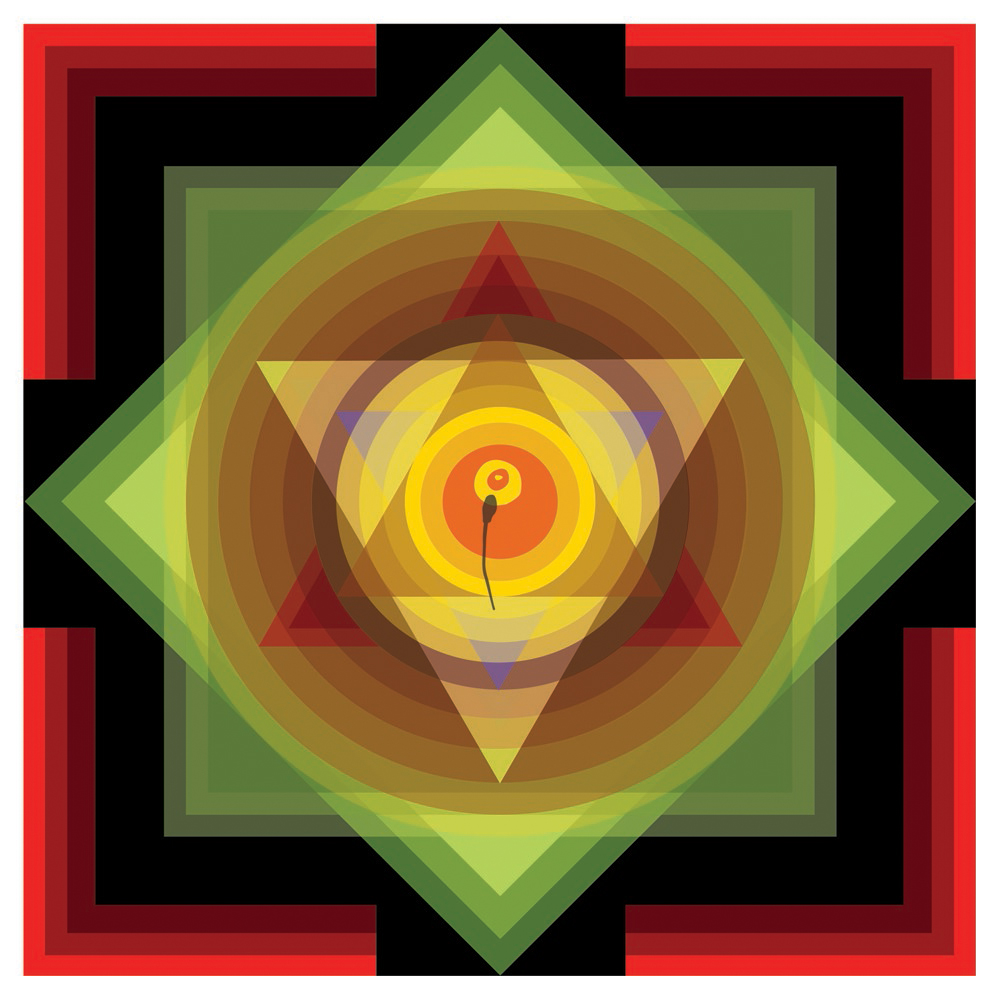
Cognition Libido, 2009 Exhibited and Collected: Istituto Kinsey Art Gallery, USA.

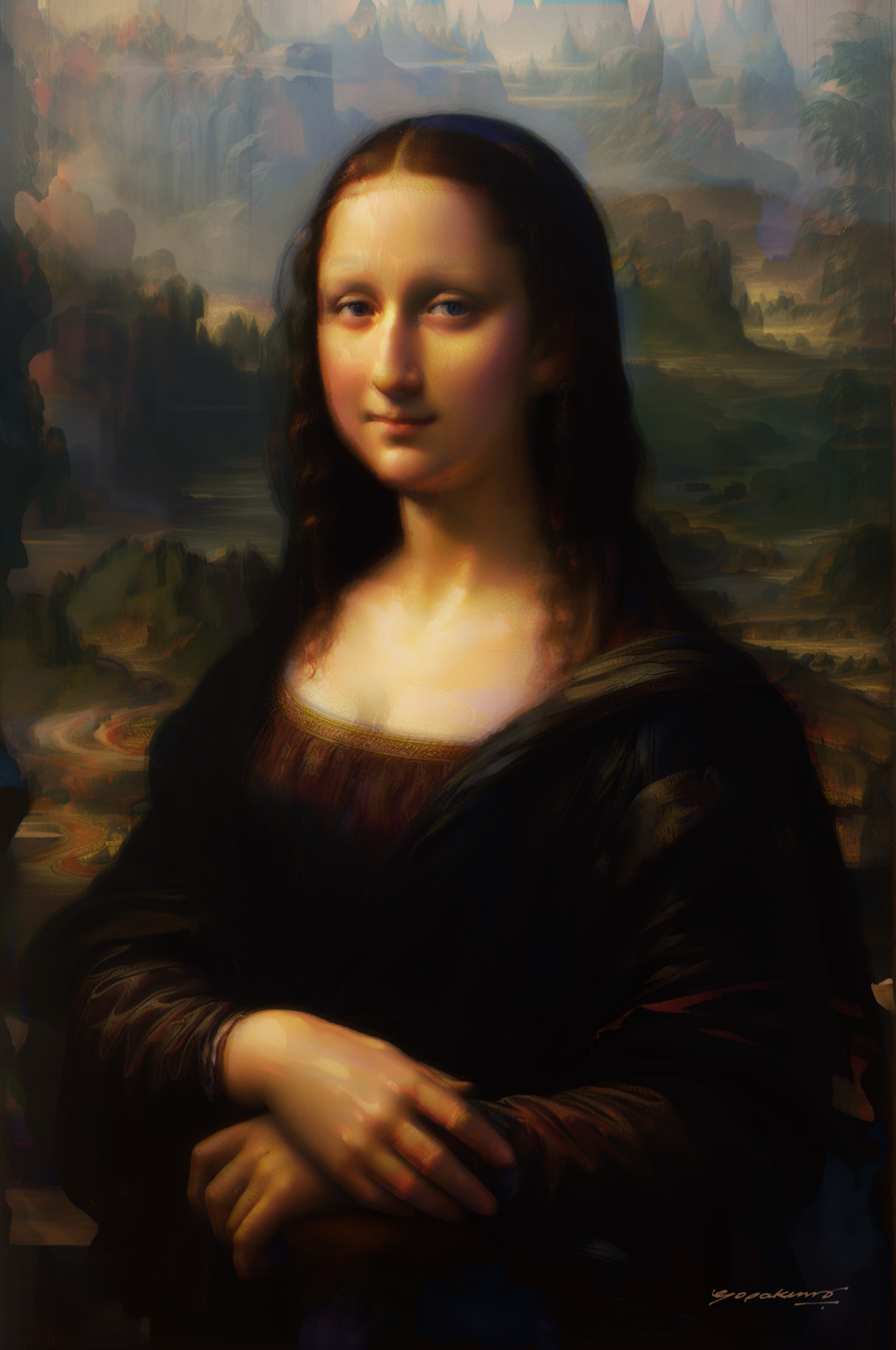
Mona Lisa, 2024, Generative artificial intelligence multi layered digital art

- 2025 Art for Peace and Nonviolence, KASS Charitable Trust, Kochi, Kerala, India.[8]
- 2025 Hello, Chelsea! // Techspressionism, Hudson Guild Gallery, NY, USA.[9]
- 2024 MoCA L.I.ghts 2024 at the Museum of Contemporary Arts (MoCA L.I.) in Long Island, NY, USA.[10]
- 2024 “Hello Brooklyn!” // Techspressionism 2024, Kingsborough Art Museum, Brooklyn, NY, USA[11]
- 2023/2024 The Wrong Biennale , Alicante, Spain[12]
- 2021 CADAF, Contemporary and Digital Art Fair, - Paris, France[13]
- 2021 V-Art Digital Art Spaceship Exhibition – Repubblica Popolare Ucraina[14]
- 2021 Visual Artists Association, Art Exhibition, Londra, UK
- 2020 Monsoon Art Fest, Kerala, India.
- 2020 Art Workshop and Exhibition 151 birth anniversary of Mahatma Gandhi, National Gallery of Modern Art, New Delhi, India
- 2019 3rd Art Quake Kyoto Creativity Biennale, Japan
- 2019 Objectified 2019 CICA Museum, South Korea.
- 2016 Art Rise Savannah’s GIF Festival, Savannah, Georgia.
- 2016 Alert Not Alarm - Unpresentable in Presentation, Durbar Hall Art Gallery, Kochi, Kerala, India[15]
- 2015 Vastu – Dialogues on Post-Performance Object, Nanappa Art Gallery, Kochi, Kerala, India[16]
- 2015 Sofia Underground – International Performance Art Festival, Sofia, Bulgaria.[17]
- 2014 Critical Juncture, Kochi-Muziris Biennale, Kochi, India (exhibition and residency).[18]
- 2014 Tate Britain, UK - Source Spotlight Light Display - Texture & Collage Exhibition.
- 2014 The Power of Art, Tune Bibliotek, Sarpsborg, Norvegia.
- 2014 The Saatchi Gallery, Saatchi Art and Google+ The Motion Photography Prize Exhibition, Saatchi Gallery, Londra, UK.[19]
- 2014 Cesar Garcia (Curated Art Collection) Saatchi Art Online
- 2013 Art Meets Poetry, sponsored by the City of Turin, Arte Città Amica, Torino, Italia.
- 2013 Colours - Peace & Solidarity, Årjängs Bibliotek, Galleri Passagen, Svezia.
- 2012 Art Meets Lawrence Ferlinghetti's Poetry Exhibition - Arte Città Amica, Turin, Italy.
- 2012 Immagine & Poesia Beausoleil: Gianpiero Actis and friends of the Movement - Municipal Cyberspace Beausoleil, Francia.
- 2011 Exhibition on the 150th Anniversary of Italian Unification - Homage to Lawrence Ferlinghetti, Arte Città Amica, Turin, Italy.
- 2011 Galleria d'Arte Contemporanea Grafica Manzoni, Turin, Italy.
- 2010 Absence of freedom Digital print to Yoko Ono's Wish Tree at the Museum of Modern Art (MoMA), New York.
- 2010 "Nature & Nurture”, Kinsey Institute for Research in Sex, Gender, and Reproduction Art Gallery, USA[20]
- 2010 2nd Anniversary Exhibit and Contest, MOCA: Museum of Computer Art, Brooklyn New York, USA.
- 2009 Art Exhibition, ISE Cultural Foundation New York, USA.
- 2000 Bahrain National Museum, Manama, Bahrain.
- 1996 Kerala Lalithakala Akademi, Kerala, India.
- 1991 - 1995 Raja Ravi Varma College of Fine Arts, Kerala, India.

## Sito Web
- Personal, su gopakumar.in.

## Pubblicazioni

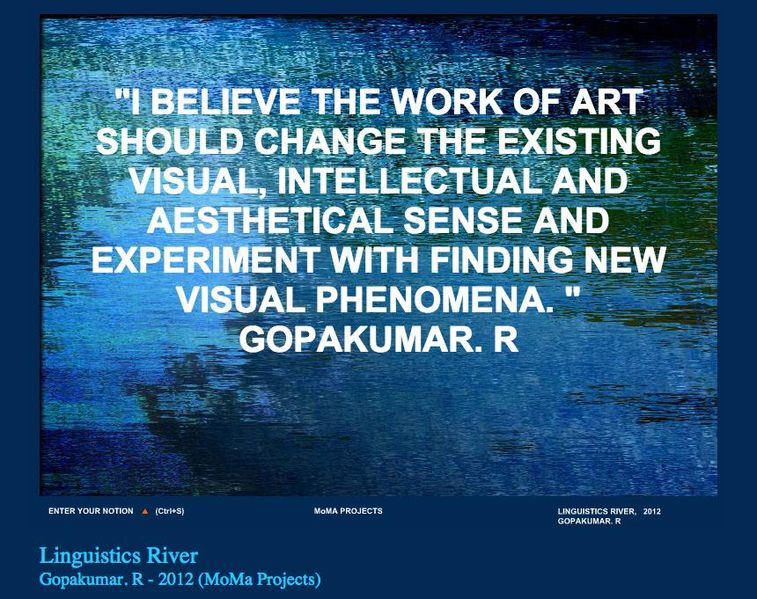
Linguistics River, 2012 MoMa educational net art project

- Lidia Chiarelli Immagine & Poesia - The Movement in Progress -  A Cross-Cultural Communications Edition, Merrick, New York, 2013 ISBN 978-0-89304-994-2
- PK (Pradeep Kr Maheshwari) - Artist Exposed - R.Gopakumar – Gunas Publishing - India, 2010 - ISBN 978-1-4505-5907-2
- NeoPopRealism Starz: 21st Century ART, 1st Volume, Erotica As A High Artistic Aspiration by Nadia Russ, 2010 ISBN 978-1-4415-7085-7
- NeoPopRealism Starz: 21st Century ART, 2nd Volume, Erotica As A High Artistic Aspiration by Nadia Russ, 2010 ISBN 978-1-4500-4995-5
- MOCA: Museum of Computer Art - Second Anniversary Exhibit 2010, Brooklyn, New York by Donarcher
- International Contemporary Artists - by Olga Antoniadou and Eve Lemonidou 2010 ISBN 978-960-93229-8-0
- The ABC of ARTnership, Vol 2, by MR Pk-Pradeep Kr Maheshwari, Pradeep K. Maheshwari, 2009 ISBN 978-1-4421-9309-3
- JGED The journal of graphic engineering and design, Volume 9, Published by University of Novi Sad, Serbia, E-ISSN 2217-9860
- Introduction to Digital Art
- Encyclopedia of Drawing Art and Painting, Publisher - World Technologies, Year - 2014, ISBN 9788132310952
- Encyclopedia of Drawing Art, Publisher - World Technologies, Year - 2014, ISBN 9788132339939
- Journal of Creative Arts and Minds, Vol. 1, No. 1 – June 2015
- A Beautiful Question: Finding Nature's Deep Design - Frank Wilczek ISBN 9781594205262
- The New Aesthetic and Art: Constellations of the Postdigital ISBN 949230208X